# Marinus Kraus
Marinus Kraus (n. 13 februarie 1991, Oberaudorf, Bavaria, Germania) este un săritor cu schiurile ce a reprezentat Germania, medaliat olimpic. A participat la o ediție a Jocurilor Olimpice (2014) în care a câștigat o medalie de aur.

## Participări
Lista de mai jos prezintă principalele competiții la care a participat Marinus Kraus de-a lungul carierei.
- Prîjki s tramplina na zimnih Olimpiiskih igrah 2014 — bolșoi tramplin sredi komand (mujcinî)[*]